# Bußsumme
Als Bußsumme (mittelalterliche Bezeichnungen: Summa de poenitentia, Summa de confessionibus, Summa confessorum, Summa de casibus, Summa de virtutibus et vitiis) bezeichnet man eine im Mittelalter gebräuchliche katalogartige Zusammenstellung von Sünden und den dazugehörenden Kirchenstrafen.

## Geschichte
Die älteren Bußbücher mit einfacher Fallsammlung und starrer Buße als Hilfsmittel des Beichtvaters wurden den immer differenzierter werdenden Lebensverhältnissen des 11. Jahrhunderts nicht mehr gerecht. Der wachsende Einfluss des Römischen Rechts auf die kirchliche Rechtsprechung hatte zur Folge, dass immer mehr die Umstände des Einzelfalles bei der Festsetzung der Buße zu berücksichtigen waren. Da die Sünde die Kenntnis des übertretenen Rechtssatzes voraussetzt, mussten die Bußsummen auch über die zu beachtenden Vorschriften Auskunft geben, denn die Beichtväter hatten meist keinen eigenen Zugang zur Fachliteratur. Dazu verwendeten die Autoren die Glossenapparate und Rechtssummen der Dekretisten und Dekretalisten zum Decretum Gratiani und dem Liber Extra, der im Jahre 1234 veröffentlichten wichtigsten Dekretalensammlung, so dass die Bußsummen auch als Rechtsquellen bezeichnet werden können, indem sie darüber Auskunft geben, was die Beichtväter über das geltende Recht wissen mussten.
Die ersten Bußsummen entstanden um 1180. Nach einer letzten Blüte um 1500 wurden sie nach der Tridentinischen Ausbildungsreform entbehrlich.

## Gattungen
Die Bußsummen wurden nie päpstlich approbiert (= offiziell gebilligt). Es gab zwei Arten der Stoffdarbietung:
- Raimundus von Peñaforte verfasste die Summa de casibus conscientiae et de matrimonio (vor 1225 bis nach 1234). Es handelte sich um ein eher akademisches Werk, in dem das für Beichtväter nötige ethische und kanonistische Wissen zusammengefasst war. Sie gab ein Muster vor, das die Bußsummen bis ins 15. Jahrhundert übernahmen, so die Summa Confessorum, die Johannes von Freiburg in der Zeit von 1280 bis 1298 verfasste.
- Die andere Sorte waren die Confessionalia, kurze, kompakte Werke, die im Hinblick auf die Vollziehung des Bußsakraments geschrieben waren. Die erste Summe dieser Gattung war der Liber poenitentialis des Robert of Flamborough, der zwischen 1208 und 1213 entstand. Als weitere Bußsummen sind bekannt die Compilatio praesens des Pierre de Poitiers aus der Zeit um 1215/1216, die Bußsumme des Thomas of Chobham,[1] die er um 1215 in England fertiggestellt hat, und die anonyme Bußsumme Quia non pigris und andere mehr.

Mit dem Ausgang des 13. Jahrhunderts setzte die alphabetische Anordnung ein, so bei der Summa Monaldina. Größere Bekanntheit als Übersetzung erlangte die Summa Confessorum Deutsch des Berthold von Freiberg.

## Edition
- Georg Steer, W. Klimanek, D. Kuhlmann, Freimut Löser, Karl Heiner Südekum (Hrsg.): Die ‚Rechtssumme‘ Bruder Bertholds. Eine deutsche abecedarische Bearbeitung des ‚Summa Confessorum‘ des Johannes von Freiburg. Synoptische Edition der Fassungen B, A und C (= Texte und Textgeschichte. Band 11–14). 4 Bände. Tübingen 1987.